# Gelasinospora kobi
Gelasinospora kobi är en svampart som beskrevs av Cailleux 1972. Gelasinospora kobi ingår i släktet Gelasinospora och familjen Sordariaceae.   Inga underarter finns listade i Catalogue of Life.